# 无酸纸

无酸纸的标志

无酸纸是一种中性或弱碱性的纸张，不含有活性酸，成色可以按需求有所不同。制造这种纸张的植物纤维有经过特殊的处理，去除了酸性成分。它可以用来印制书刊和特殊文献，也可以用来保存档案。
随着年限的增长，纸张的酸性成分会增多，强度和颜色质地会由于暴露在空气和阳光之中发生变化。明矾和松香能够增强纤维的机械强度，却成为了酸性物质的来源，对纸张的长久保存是有害的。一般的报纸就是以酸性纸张制作，因此只有很短的保存年限。无酸纸则能够尽可能的克服这类缺陷，保存时间长达200年，一些酸鹼值pH在7.5以上的永久性纸张则能够保存几百年而不会明显变质。
1970年代以后，由于图书馆界对保存文献的要求提高，无酸纸的研制提到了议事日程。通过添加温和施胶剂和碳酸钙，人们造出了永久性纸张。无酸纸经济实惠，对环境影响也较小。